# Vanajajärvi
Vanajajärvi är en sjö i Finland. Den ligger i kommunerna Hankasalmi och Pieksämäki i landskapen Mellersta Finland och Södra Savolax, i den centrala delen av landet, 260 km norr om huvudstaden Helsingfors. Vanajajärvi ligger 122,1 meter över havet. Arean är 5,74 kvadratkilometer och strandlinjen är 26,46 kilometer lång. Sjön  ingår i Kymmene älvs huvudavrinningsområde.   I omgivningarna runt Vanajajärvi växer i huvudsak barrskog. Den sträcker sig 6,3 kilometer i nord-sydlig riktning, och 5,7 kilometer i öst-västlig riktning.